# Église Saint-Sulpice du Genest
Pour les articles homonymes, voir Église Saint-Sulpice.
L'église Saint-Sulpice du Genest est une église catholique située au Genest-Saint-Isle, dans le département français de la Mayenne.

## Histoire
D'après l'abbé Angot, elle a été reconstruite à partir de 1881 et bénite en 1886.

## Architecture et extérieurs
À proximité se trouve le monument aux morts de la commune.